# Ossido di berillio
L'ossido di berillio è il composto inorganico con formula BeO. Questo composto in passato era noto con il nome berillia, un termine poco usato in italiano e non più accettato nella moderna nomenclatura IUPAC. In condizioni normali è un solido bianco; chimicamente è un ossido anfotero, praticamente insolubile in acqua, ma solubile sia in soluzione acida che in soluzione basica. In natura l'ossido di berillio si trova nel minerale bromellite.

## Struttura
L'ossido di berillio nella sua forma stabile a temperatura ambiente (α-BeO) cristallizza con una struttura esagonale compatta, tipo wurtzite, basata su centri Be2+ e O2− con coordinazione tetraedrica. Gli altri ossidi del gruppo 2, cioè ossido di magnesio (MgO), ossido di calcio (CaO), ossido di stronzio (SrO) e ossido di bario (BaO), cristallizzano invece in una struttura tipo NaCl dove cationi e anioni hanno coordinazione ottaedrica. A temperatura più elevata si ha la forma β-BeO con struttura tetragonale.

## Sintesi
L'ossido di berillio si ottiene principalmente per riscaldamento a 400 °C dell'idrossido di berillio.
{\displaystyle {\ce {Be(OH)2\to BeO\,+H2O}}}
Bruciando polvere di berillio all'aria si ottiene invece una miscela di ossido di berillio e nitruro di berillio (Be3N2).

## Reattività
L'ossido di berillio è un composto piuttosto inerte. È quasi insolubile in acqua, ma mostra un tipico comportamento anfotero, sciogliendosi in acidi e in basi.

## Usi
L'ossido di berillio ha la caratteristica di essere un isolante elettrico che conduce il calore meglio di qualsiasi altro non metallo e meglio anche di certi metalli; avendo inoltre un punto di fusione molto elevato è un ottimo refrattario. Per questo è usato in crogioli refrattari e come additivo in vetri e materiali ceramici. È impiegato anche in resistenze elettriche, nei reattori nucleari e in finestre per microonde.

## Tossicità / Indicazioni di sicurezza
L'ossido di berillio è un composto tossico e cancerogeno. Come tutti i composti di berillio è pericoloso principalmente se inalato sotto forma di polvere.